# Withlacoochee (rivière sud)
Pour les articles homonymes, voir Withlacoochee.
La Withlacoochee (du sud) est un fleuve des États-Unis qui prend sa source dans le Green Swamp de Floride, à l'est de Polk City. 

## Géographie
Elle s'écoule vers l'ouest puis vers le nord et s'incurve au nord-ouest et enfin à l'ouest avant de se jeter dans le Golfe du Mexique près de Yankeetown. Son cours s'étend sur 138 kilomètres et son bassin versant couvre une superficie de 3 030 km2. On suppose qu'elle doit son nom à la Withlacoochee du nord.

## Étymologie
« Withlacoochee » vient probablement d'un dialecte muskhogéen, ce qui suggère que cette appellation est plutôt récente. Il est composé de we qui en langue creek signifie « eau », thlako (grand) et chee (petite), soit petite grande eau. Cette combinaison de mots signifie « petite rivière » en creek mais comme we-lako ou wethlako fait référence à un lac, il peut également signifier « rivière des lacs » ou « rivière du lac ».  La St. Johns River qui traverse une série de petits et grands lacs était nommée welaka par les Séminoles.